# Fast Food Nation
Fast Food Nation är en amerikansk långfilm från 2006 i regi av Richard Linklater, med Wilmer Valderrama, Patricia Arquette, Kris Kristofferson och Greg Kinnear i rollerna. Filmen är löst baserad på Eric Schlossers bok Snabbmatslandet från 2001.

## Handling
Vad är det egentligen man proppar i munnen när man beställer en stor saftig, fettglänsande burgare i den lokala Fastfood-restaurangen? Den frågan ställer sig Don Anderson, anställd för den gigantiska fast-food kedjan Mickey’s, som hittills har trott på företagets påstående om matens höga kvalitet. Men då han besöker den stora slaktfabriken, som är kedjans hjärta, måste han erkänna att det är annat och mer i biffarna än kött.

## Rollista
| Wilmer Valderrama       | – Raul         |
| Patricia Arquette       | – Cindy        |
| Kris Kristofferson      | – Rudy Martin  |
| Luis Guzmán             | – Benny        |
| Greg Kinnear            | – Don Anderson |
| Ethan Hawke             | – Pete         |
| Avril Lavigne           | – Alice        |
| Bruce Willis            | – Harry Rydell |
| Catalina Sandino Moreno | – Sylvia       |
| Ana Claudia Talancón    | – Coco         |
| Juan Carlos Serrán      | – Esteban      |
| Armando Hernández       | – Roberto      |
| Frank Ertl              | – Jack         |
| Michael D. Conway       | – Phil         |